# Пыжова, Алевтина Дмитриевна
Алевтина Дмитриевна Пыжова (1936, Москва — 2021, Москва) — русская художница, представительница наивного искусства, ставшая известной в 2000 годах.

## Биография и творчество

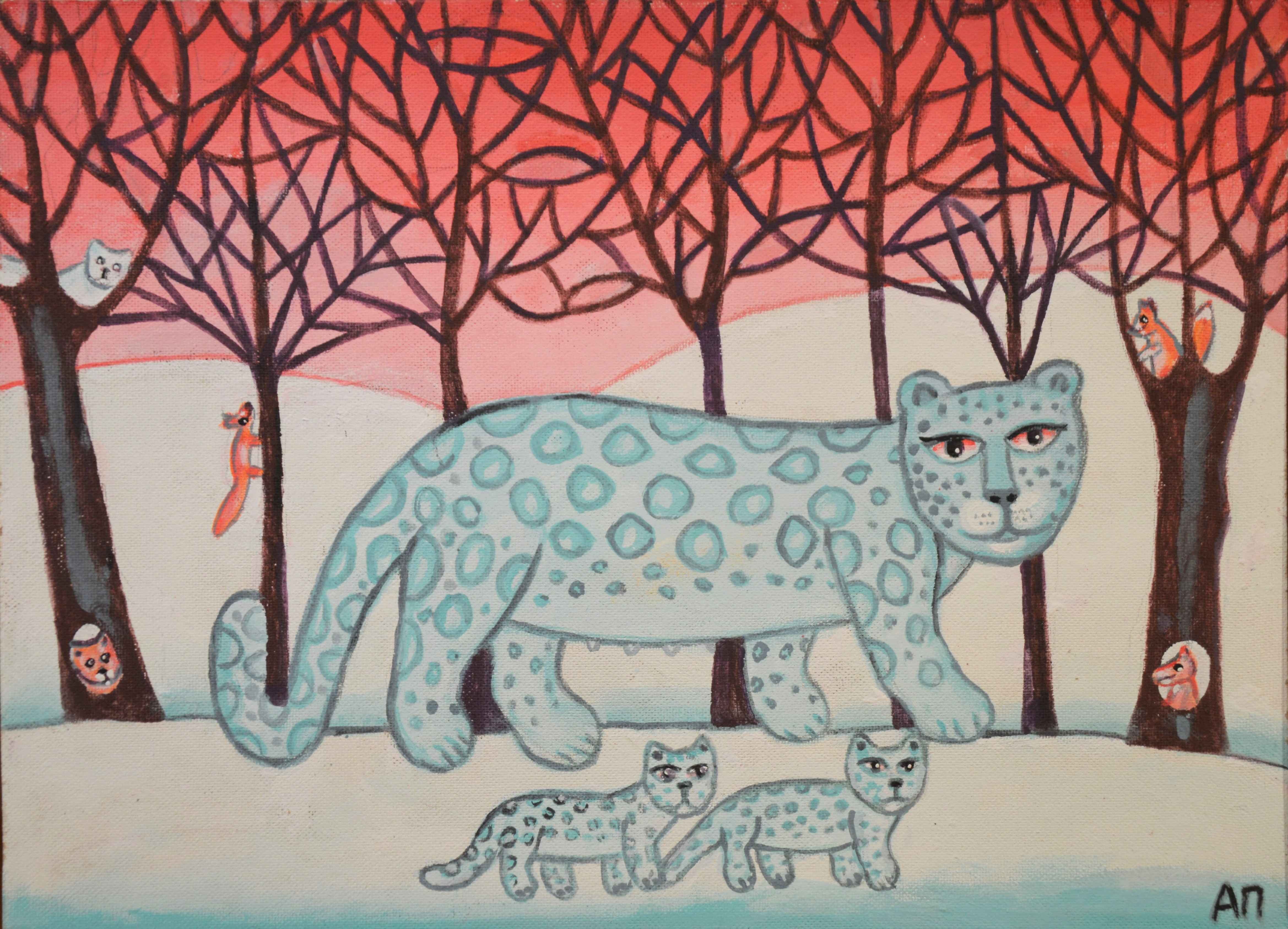
Алевтина Пыжова. Снежный барс. 2013. Екатеринбургский музей изобразительных искусств

Алевтина Пыжова родилась в Москве в семье военнослужащих. Несмотря на неудачную попытку поступить в Художественное училище имени 1905 года и слепоту левого глаза, Пыжова занималась творчеством всю жизнь: расписывала подносы, шила лоскутные одеяла, вырезала статуэтки. Параллельно работала в домоуправлении. Занялась живописью в 1991 году. Она самостоятельно изготовляла краски на водной основе, пока не перешла на масло в 2002 году. Получила известность благодаря телевизионному конкурсу художников-самоучек, организованному Ксенией Богемской, и стала постоянно выставляться с 1999 года.
Главная тема её творчества — любовная и даже эротическая. Многие из откровенных сюжетов, как сообщает художница, основаны на ситуациях из её личной жизни. Помимо этого у неё есть работы на антикоммунистические темы, мифологические и фантастические сюжеты. Она любит изображать диковинных животных в пышных лесах, напоминающих пейзажи Анри Руссо. Отличительные особенности её стиля: яркие, локальные цвета в сочетании с декоративностью и фантастичностью образов. Наиболее вероятными источниками живописной манеры Пыжовой представляются журнальная графика и мультипликация.
Умерла 25 марта 2021 года. Похоронена на Кузьминском кладбище.

## Коллекции
- Музей русского лубка и наивного искусства
- Екатеринбургский музей изобразительных искусств[4]
- Музей советского наива
- Коллекция Богемской-Турчина

## Выставки
1999
- «Пушкинские образы в творчестве наивных художников России», Музей наивного искусства, Псков — Череповец — Котлас — Киров — Москва — Канны — Мурманск — Владимир — Александров — Иваново

2001
- «И увидел я новое небо», Музей наивного искусства, Москва-Вологда
- «Ах, этот образ вдохновенный», Музей наивного искусства, Москва

2003
- «Я люблю тебя, жизнь», Галерея на Солянке, Москва, Братислава, Словакия
- «Любовь и творчество неразделимо», Прага, Чешская Республика

2004
- «Из новых поступлений», Музей наивного искусства, Москва
- «Мир, в котором я живу», Выставочный зал в Печатниках, Москва, Рига, Латвия
- «Фестнаив-04», Московский международный фестиваль наивного искусства и творчества аутсайдеров, Музей наивного искусства, Москва
- Арт-выставка, Спорткомплекс «Динамо», Москва

2005
- «Говорю, значит живу», «Галерея на Солянке», Москва
- «Ретро СССР», Выставочный зал «Т-модуль» в Торговом центре на Тишинке, Москва
- «Увлечён — значит силён», Выставочный зал в Тушино, Москва

2010
- «Арт Манеж 2010», Манеж, Москва

2013
- «Музей всего», центр современного искусства «Гараж», Москва

## Персональные выставки
2000
- Выставка в редакции газеты «Новая газета», Москва

2002
- «Озорные картинки», Музей наивного искусства, Москва
- «Лидеры и супостаты», галерея «Дар», Москва

2006
- Юбилейная персональная выставка, Музей наивного искусства, Москва

2012
- «Сказки для взрослых», галерея Арт Наив, Москва

2013
- Персональная выставка «Политика и секс», JJDavies Gallerie, Москва

2016
- «Уголок Эдема», персональная юбилейная выставка, приуроченная к 80-летию художницы, Музей русского лубка и наивного искусства, Москва